# Blauwe pitpit
De blauwe pitpit (Dacnis cayana) is een zangvogel uit de familie Thraupidae (tangaren). Deze vogel eet onder meer kopiebessen.

## Verspreiding en leefgebied
Deze soort telt acht ondersoorten:
- D. c. callaina: van westelijk Costa Rica tot zuidwestelijk Panama
- D. c. ultramarina: van Honduras tot noordwestelijk Colombia
- D. c. napaea: noordelijk en het noordelijke deel van Centraal-Colombia
- D. c. baudoana: zuidwestelijk Colombia en westelijk Ecuador
- D. c. caerebicolor: centraal Colombia.
- D. c. cayana: van oostelijk Colombia tot Frans-Guyana en centraal Brazilië
- D. c. glaucogularis: van zuidelijk Colombia via oostelijk Ecuador en oostelijk Peru tot noordelijk en oostelijk Bolivia
- D. c. paraguayensis: oostelijk en zuidelijk Brazilië, oostelijk Paraguay en noordoostelijk Argentinië